# Jerian Grant
Holdyn Jerian Grant (Silver Spring, Maryland, 9 de octubre de 1992) es un baloncestista estadounidense que pertenece a la plantilla del Panathinaikos BC de la A1 Ethniki griega. Con 1,93 metros de estatura, juega en las posiciones de base y escolta.

## Trayectoria deportiva

### Universidad
Grant jugó cuatro temporadas de baloncesto universitario con los Fighting Irish de la Universidad de Notre Dame, en las que promedió 14,5 puntos, 5,8 asistencias y 1,5 robos por partido.

#### Estadísticas
| Año     | Equipo     | PJ  | PT  | MPP  | %TC  | %3P  | %TL  | RPP | APP | ROB | TPP | PPP  |
| ------- | ---------- | --- | --- | ---- | ---- | ---- | ---- | --- | --- | --- | --- | ---- |
| 2011–12 | Notre Dame | 34  | 33  | 36.2 | .380 | .354 | .819 | 2.9 | 5.0 | 1.3 | .2  | 12.3 |
| 2012–13 | Notre Dame | 35  | 34  | 36.3 | .406 | .344 | .737 | 2.9 | 5.5 | 1.3 | .2  | 13.3 |
| 2013–14 | Notre Dame | 12  | 12  | 35.6 | .518 | .408 | .865 | 2.5 | 6.2 | 2.0 | .3  | 19.0 |
| 2014–15 | Notre Dame | 38  | 38  | 37.1 | .478 | .316 | .780 | 3.0 | 6.7 | 1.7 | .5  | 16.5 |
| Total   | Total      | 119 | 117 | 36.4 | .436 | .345 | .790 | 2.9 | 5.8 | 1.5 | .3  | 14.6 |

### Profesional

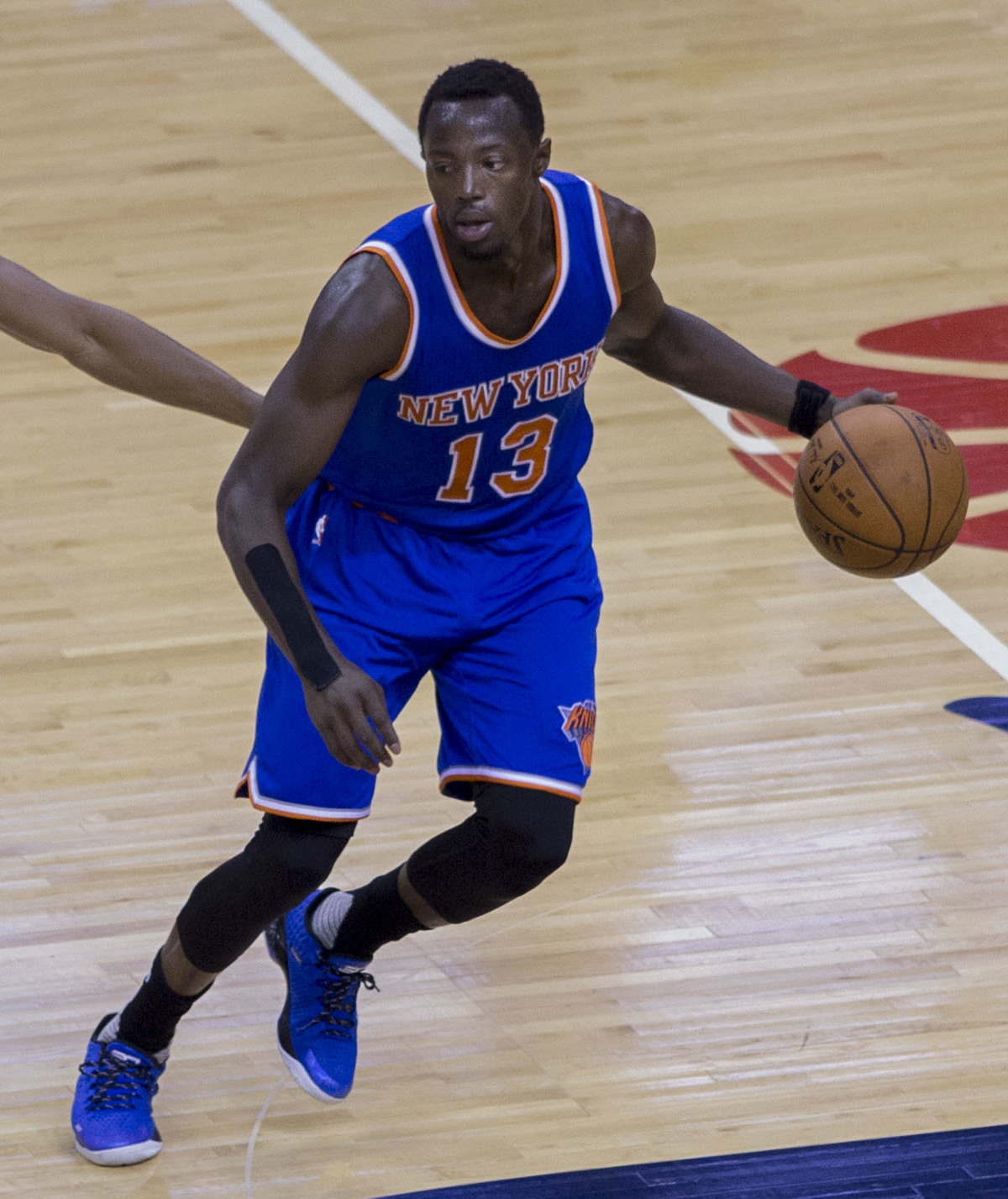
Grant jugando para los Knicks en 2015.

El 25 de junio de 2015, fue seleccionado en la decimonovena posición del Draft de la NBA de 2015 por los Washington Wizards, pero inmediatamente sus derechos fueron traspasados a los New York Knicks en un acuerdo entre tres equipos que involucró a los Atlanta Hawks.
[actualizar]
El 1 de enero de 2021, llega a Europa para firmar por el Promitheas Patras B.C. de la A1 Ethniki, para jugar junto a su hermano Jerai Grant.
El 1 de julio de 2021, firma por el Pallacanestro Olimpia Milano de la Lega Basket Serie A.
El 14 de julio de 2022 fichó por el Türk Telekom B.K. de la BSL turca.
El 10 de julio de 2023, firma por una temporada con el Panathinaikos de la A1 Ethniki.

## Vida personal
Grant es hijo de Harvey y Beverly Grant, y tiene tres hermanos: Jerami, Jaelin y Jerai. Su padre Harvey jugó baloncesto universitario en Clemson y Oklahoma, y fue la selección número 12 en el Draft de la NBA de 1988, pasando a jugar durante 11 años en la NBA con los Washington (Bullets y Wizards), Portland y Philadelphia. El tío de Grant, Horace (hermano gemelo de Harvey), jugó baloncesto universitario en Clemson y fue campeón de la NBA en cuatro ocasiones con Chicago y Los Ángeles.

## Estadísticas de su carrera en la NBA

### Temporada regular
| Año     | Equipo     | PJ  | PT | MPP  | %TC  | %3P  | %TL  | RPP | APP | ROB | TPP | PPP |
| ------- | ---------- | --- | -- | ---- | ---- | ---- | ---- | --- | --- | --- | --- | --- |
| 2015-16 | New York   | 76  | 6  | 16.6 | .394 | .220 | .780 | 1.9 | 2.3 | .7  | .1  | 5.6 |
| 2016-17 | Chicago    | 63  | 28 | 16.3 | .425 | .366 | .890 | 1.8 | 1.9 | .7  | .1  | 5.9 |
| 2017-18 | Chicago    | 74  | 26 | 22.8 | .415 | .324 | .745 | 2.3 | 4.6 | .9  | .1  | 8.4 |
| 2018-19 | Orlando    | 60  | 1  | 15.7 | .418 | .364 | .650 | 1.6 | 2.6 | .7  | .1  | 4.2 |
| 2019-20 | Washington | 6   | 0  | 13.3 | .370 | .250 | .714 | 1.0 | 1.5 | .2  | .2  | 4.2 |
| Total   | Total      | 279 | 61 | 17.9 | .411 | .323 | .770 | 1.9 | 2.9 | .7  | .1  | 6.1 |

### Playoffs
| Año   | Equipo  | PJ | PT | MPP  | %TC  | %3P  | %TL   | RPP | APP | ROB | TPP | PPP |
| ----- | ------- | -- | -- | ---- | ---- | ---- | ----- | --- | --- | --- | --- | --- |
| 2017  | Chicago | 5  | 2  | 10.4 | .261 | .111 | 1.000 | .8  | 1.0 | .4  | .0  | 3.2 |
| 2019  | Orlando | 3  | 0  | 4.7  | .200 | .000 | 1.000 | 1.3 | 1.0 | .0  | .0  | 1.7 |
| Total | Total   | 8  | 2  | 8.3  | .242 | .063 | 1.000 | 1.0 | 1.0 | .3  | .0  | 2.6 |